# Derung

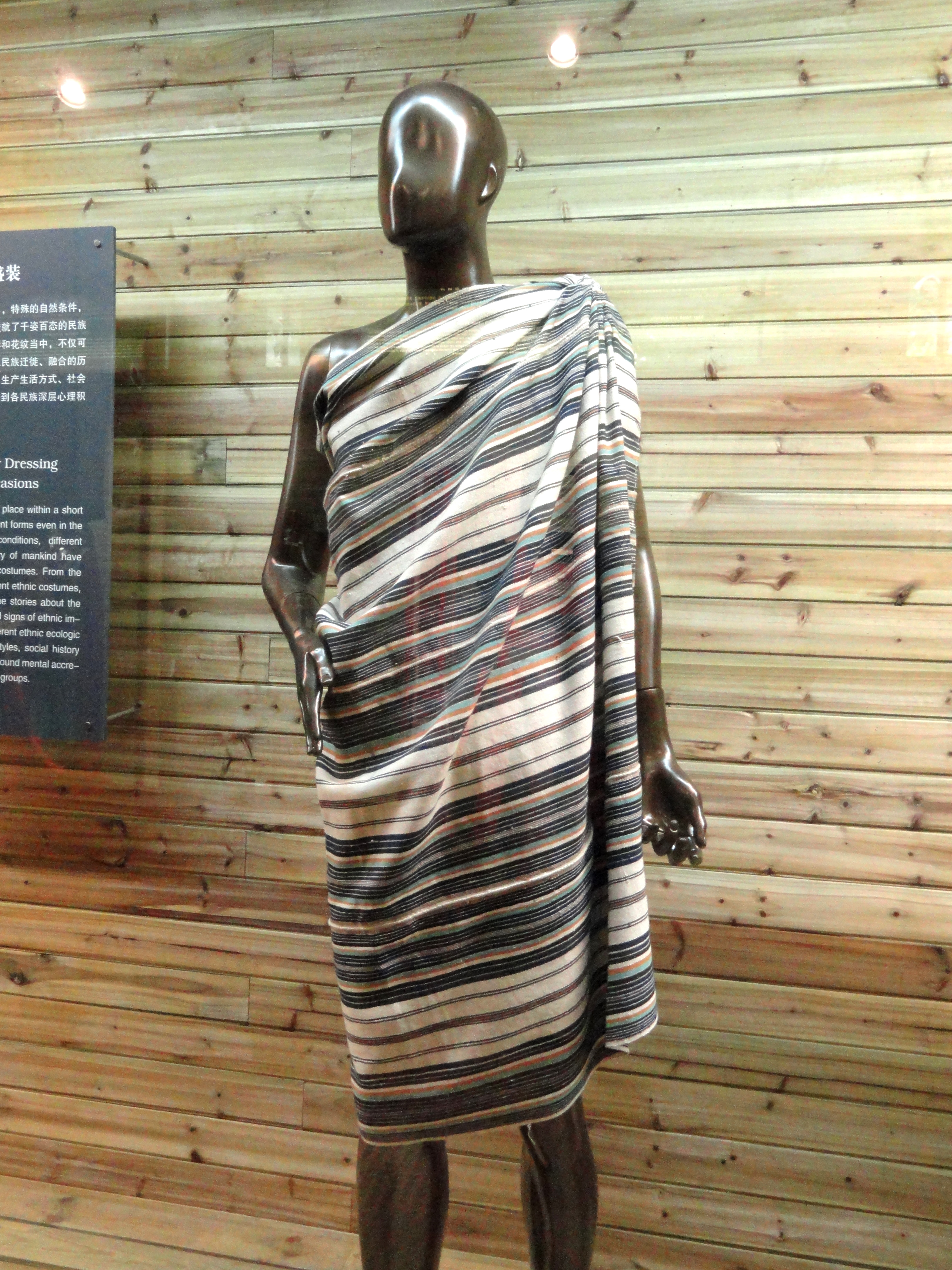
Traditionelles Männergewand

Die Derung (auch Drung; Eigenbezeichnung in IPA: [tɯɹɯŋ]; chinesisch 独龙族, Pinyin Dúlóngzú) sind die viertkleinste der 55 offiziell anerkannten nationalen Minderheiten der Volksrepublik China. Nach der letzten Volkszählung im Jahr 2010 zählen sie 6.930 Menschen. Sie leben vor allem im Autonomen Kreis Gongshan der Derung und Nu, der im Autonomen Bezirk Nujiang der Lisu, im Nordwesten der Provinz Yunnan liegt.

## Sprache
Die Sprache der Derung gehört zu den nungischen Sprachen und wird auch von einem Teil der Nu, die im selben Gebiet leben, gesprochen.